# サイディング・スプリング天文台
サイディング・スプリング天文台（サイディング・スプリングてんもんだい、英語: Siding Spring Observatory）は、クーナバラブラン（オーストラリア連邦ニューサウスウェールズ州）近郊にある天文台である。
オーストラリア国立大学の運営する2つの天文台の1つ（もう1つはストロムロ山天文台、キャンベラ）で、海抜1,165m、 Warrumbungles, サイディング・スプリング山にアングロ・オーストラリアン天文台とともに立地している。ギャラリー、土産店もある。
サイディング・スプリング天文台はオーストラリア国立大学(ANU)が所有し、ストムロ山とサイディング・スプリング観測研究学校の一部である。ストムロ山観測所の原型は1924年に連邦政府によって設立された。第二次世界大戦で光学部材が軍に拠出された後、1940年代末まで太陽系から星の研究に変えられた。1953年から1974年にオーストラリア最大となる口径74インチの反射望遠鏡がストムロ山に設置された。(岡山天体物理観測所の望遠鏡の姉妹機)
1950年代からキャンベラの光害でストムロ山では多くの微光天体の観測に支障をきたすようになっていた。1962年、サイディングスプリングがANUによって他の多くの候補地に比べ暗くて晴天が多いということで選ばれた。1960年代半ばよりANUは3基の望遠鏡と舗装路、宿舎、電気、水道等の支援施設を設置した。1984年、首相ボブ・ホークが臨席してANU最大の望遠鏡で低経費、革新的な2.3m開口望遠鏡が開設された。
1950年代より、サイディングスプリングの開発は独立して行われて来た。オーストラリアとイギリスの政府は超大型望遠鏡の設置について交渉してきた。これらの交渉は1969年に結実して4mの開口アングロ・オーストラリア望遠鏡(AAT)が設置された。
1970年代初頭AATの建設中イギリス科学研究学会がAATドームの北東1km地点にUKシュミット式望遠鏡を建設、広視野で掃天観測がより速くなった。興味深い天体の発見と細部の調査がこれらの装置で連携して行われた。1987年、シュミット式望遠鏡はAATに合併された。
小惑星(2343) Siding Springはサイディング・スプリング天文台にちなんで命名された。
小惑星(4128) UKSTUはUKシュミット望遠鏡にちなんで命名された。

## サイディング・スプリング所有の望遠鏡
- アングロ・オーストラリアン望遠鏡
- サイディング・スプリング2.3 m 望遠鏡
- UK シュミット望遠鏡
- サイディング・スプリング 40 インチ 望遠鏡
- サイディング・スプリング 24 インチ 望遠鏡
- Faulkes Telescope South